# شاسمی
شاسمی (به فرانسوی: Chassemy) یک کمون (فرانسه) در فرانسه است که در ان (ا-دو-فرانس) واقع شده‌است. شاسمی ۱۰٫۸۵ کیلومتر مربع مساحت دارد ۶۹ متر بالاتر از سطح دریا واقع شده‌است.